# کنتارو یوشیدا
کنتارو یوشیدا (انگلیسی: Kentaro Yoshida؛ زادهٔ ۵ اکتبر ۱۹۸۰) بازیکن فوتبال اهل ژاپن است.
از باشگاه‌هایی که در آن بازی کرده‌است می‌توان به باشگاه فوتبال ماتسوموتو یاماگا و باشگاه ورزشی توچیگی اشاره کرد.